# 1792 en santé et médecine
| Années de la santé et de la médecine : 1789 - 1790 - 1791 - 1792 - 1793 - 1794 - 1795    |
| Décennies de la santé et de la médecine : 1760 - 1770 - 1780 - 1790 - 1800 - 1810 - 1820 |

Cet article présente les faits marquants de l'année 1792 en santé et médecine.

## Événements
- La loi Le Chapelier contribue, avec le décret du 18 août 1792[1], à la dissolution de l'Université et des facultés de médecine, au nom du libre exercice de la médecine, sans qu'il soit nécessaire d'avoir fait des études médicales ou d'avoir un diplôme, jusqu'à la création des écoles de santé de Paris, Montpellier et Strasbourg le 4 décembre 1794[2].
- 30 septembre : à la bataille de Spire, Larey brave l'interdiction obligeant les officiers de santé à se tenir à une lieue des combats en attendant leur fin et va secourir les blessés au cœur même de la bataille[3].

## Naissances
- 17 février : Karl Ernst von Baer (mort en 1876), médecin et biologiste germano-balte.
- 11 octobre : Thomas Bell (mort en 1880), chirurgien et zoologiste britannique.

## Décès
- 28 août : Antoine Louis (né en 1723), chirurgien militaire français.
- 28 août : Pierre Jean Claude Mauduyt de La Varenne (né en 1733), médecin et naturaliste français[4].
- 28 octobre : Paul Möhring (né en 1710), médecin et zoologiste allemand.
- 8 décembre : Jean-Joseph Sue (né en 1710), anatomiste français, père de Jean-Joseph Sue (1760-1830) et grand-père d'Eugène Sue.